# Yazıkonak, Elâzığ
Yazıkonak là một thị trấn thuộc thành phố Elâzığ, tỉnh Elâzığ, Thổ Nhĩ Kỳ. Dân số thời điểm năm 2011 là 8.685 người.